# عقص الحبوب
عقص الحبوب أو عقص الحبوب الرطبة هي تقنية زراعية وطريقة عضوية من أجل حفظ حبوب العلف في علف الماشية بواسطة التخمر. وتقدم الحبوب المعقوصة فوائد صحية للحيوانات وفوائد اقتصادية مثل توفيرات التكاليف وزيادة إنتاج اللحم أو الحليب للمزارع.

## معلومات تاريخية
طُورت عملية العقص في فنلندا في نهاية ستينيات القرن العشرين بواسطة الأخوين المزارعين، أيمو وجنر كورت، حيث استندا إلى نتائج لباحثين بريطانيين في عام 1918. ولقد صنع الأخوان أول ماكينة عقص لاستخدام المزارع المنزلية، ومع انتشار الخبر، قاموا بإنشاء شركة لتصنيع الماكينات وبيعها.
وتوصل الباحثون البريطانيون إلى أن الحبوب تحافظ على ذروة قيمتها الغذائية عندما يكون محتوى الرطوبة في الحبوب بين 35% و45%. ومع ذلك، استغرق الأمر حوالي 50 عامًا قبل النجاح في تحويل هذه المعرفة إلى طريقة لمعالجة الحبوب وحفظها وهي لا تزال رطبة.

## الوصف
في العادة، لا يتم حصد الحبوب حتى تجف بما يكفي لطحنها بواسطة مطحنة مطرقية. وفي الغالب لا يمكن طحن الحبوب الرطبة أو تخزينها دون تجفيفها آليًا واستخدام المواد الحافظة، والتي ترفع التكاليف دائمًا.
في عملية العقص، يتم حصد الحبوب وهي رطبة ثم إدخالها في ماكينة العقص، والتي تقوم بتكسير الحبوب وتسطيحها. ويمكن إضافة إضافات، مثل بعض المواد الحافظة أو دبس السكر والماء (إذا لزم الأمر) لضمان حماية العناصر الغذائية.
يتم تخزين الحبوب المعقوصة في صوامع غلال مثل السيلاج.
الحبوب المعقوصة تكون خالية من الغبار، وبالتالي تكون مريحة عند مناولتها، ولا تحتاج إلى أية معالجة أخرى، وتفضلها الحيوانات في الغالب على الأعلاف المجففة والأكثر غبارًا.
لقد أكدت التجارب العملية التي أجرتها مؤسسات أبحاث الزراعة والماشية في فنلندا، والسويد، والمملكة المتحدة وفي أماكن أخرى على أن العلف المعقوص يحتوي على قيم غذائية أعلى، ويساهم في زيادة نمو الحيوانات وإنتاج الحليب، كما يحسن من جودة الحليب وصحة الحيوانات، إضافة إلى مساهمته في خفض التكاليف.
هناك نقطة مهمة هي أنه ينبغي عقص الحبوب محلية المنشأ ومعالجة العلف في الحال في المزرعة، وذلك حتى يمكن التحكم في مكونات العلف وتتبعها بالكامل، وهو ما يساعد بالتالي في الوقاية من الأمراض، مثل جنون البقر.

## وصلات خارجية
- Aimo Kortteen Konepaja Oy the pioneering company that introduced the method and has been developing the necessary machines
- A UK company's guide to crimping at Kelvincave.com